# Турко, Пейдж
Джин Пейдж Турко (англ. Jean Paige Turco; род. 17 мая 1965, Спрингфилд, Массачусетс) — американская актриса

, наиболее известная благодаря замене Джудит Хоаг в роли Эйприл О’Нил в фильмах «Черепашки-ниндзя II: Секрет канистры» (1991) и «Черепашки-ниндзя III» (1993). Турко с тех пор была наиболее активна на телевидении, играя в сериалах «Американская готика» (1995—1996), «Полиция Нью-Йорка» (1996—1997), «Нас пятеро» (1997—1998), «Агентство» (2001—2003) и «100» (с 2014).

## Жизнь и карьера
Родилась и выросла в Спрингфилде, штат Массачусетс. В детстве она брала уроки балета, планируя стать балериной, но впоследствии окончила Bay Path College в 1987 году, а после дебютировала в мыльной опере «Направляющий свет» играя Дину Чемберлен, сменив Дженнифер Гатти в роли. После Турко роль Дины играли Венди Мониз и Джина Тоньони. С 1989 по 1991 год она снималась в другой мыльной опере, «Все мои дети», играя Лэнни Кортландт.
Турко получила наибольшую известность по роли Эйприл О'Нил в фильмах «Черепашки-ниндзя II: Секрет канистры» и «Черепашки-ниндзя III», где она сменила Джудит Хоаг, игравшую Эйприл в первом фильме. На телевидении она снялась в сериалах «Американская готика», «Агентство» и «Мужчины в большом городе». У неё также были заметные второстепенные роли в сериалах «Полиция Нью-Йорка», «Нас пятеро», «Схватка» и «В поле зрения». Она дважды была приглашённой звездой в «Закон и порядок: Специальный корпус», а также появилась в «Хорошая жена» и «Голубая кровь».
В 2014 году Турко начала играть роль матери главной героини в сериале «100». Позже в том же году она присоединилась во второстепенной роли жены к сериалу «Морская полиция: Новый Орлеан».

## Личная жизнь
С 19 сентября 2003 года Пейдж замужем за актёром Джейсоном О’Мара. У супругов есть сын — Дэвид О’Мара (род. 2004). 1 мая 2017 года супруги расстались и Турко вскоре подала на развод.

## Фильмография
| Год       |     | Русское название                            | Оригинальное название                                   | Роль                          |
| --------- | --- | ------------------------------------------- | ------------------------------------------------------- | ----------------------------- |
| 1987—1989 | с   | Направляющий свет                           | Guiding Light                                           | Дина Чэмберлен                |
| 1989—1991 | с   | Все мои дети                                | All My Children                                         | Мелони «Лэнни» Кортландт      |
| 1991      | ф   | Черепашки-ниндзя 2: Тайна изумрудного зелья | Teenage Mutant Ninja Turtles II: The Secret of the Ooze | Эйприл О'Нил                  |
| 1993      | ф   | Черепашки-ниндзя III                        | Teenage Mutant Ninja Turtles III                        | Эйприл О'Нил                  |
| 1994      | ф   | Мёртвый весельчак                           | Dead Funny                                              | Луиз                          |
| 1995      | ф   | Женское чутьё                               | The Feminine Touch                                      | Дженнифер Бэррон              |
| 1995      | ф   | Причуды любви                               | The Pompatus of Love                                    | Джина                         |
| 1995—1996 | с   | Шериф из преисподней                        | American Gothic                                         | Гейл Имори                    |
| 1996—1997 | с   | Полиция Нью-Йорка                           | NYPD Blue                                               | офицер Эбби Салливан          |
| 1996      | ф   | Вибрации                                    | Vibrations                                              | Лиза                          |
| 1997—1998 | с   | Нас пятеро                                  | Party of Five                                           | Энни Мотт                     |
| 1998      | ф   | Смертельный прилив                          | Dark Tides                                              | Сара                          |
| 1999      | кор |                                             | Claire Makes It Big                                     | Бронвин                       |
| 2000      | ф   |                                             | R2PC: Road to Park City                                 | играет саму себя              |
| 2000      | ф   | Урбания                                     | Urbania                                                 | Кассандра                     |
| 2000      | тф  | Ускользающий вирус                          | Runaway Virus                                           | Дженни Блэнчэрд               |
| 2000      | ф   |                                             | Astoria                                                 | Елена                         |
| 2000      | тф  | Безмолвный свидетель                        | Silent Witness                                          |                               |
| 2000      | с   | Беглец: Погоня продолжается                 | The Fugitive                                            | Лора                          |
| 2001      | ф   | Мёртвая собака                              | Dead Dog                                                | Перри                         |
| 2001—2011 | с   | Закон и порядок: Специальный корпус         | Law & Order: Special Victims Unit                       | Пэм Адлер / Кейтлин Рэйнс     |
| 2001—2003 | с   | Агентство                                   | The Agency                                              | Терри Лоуелл                  |
| 2002      | ф   |                                             | The Empath                                              |                               |
| 2003      | ф   | Глаза носорога                              | Rhinoceros Eyes                                         | Фрэн                          |
| 2006      | ф   | Вальсирующая Анна                           | Waltzing Anna                                           | Барбара                       |
| 2006      | ф   | Преодоление                                 | Invincible                                              | Кэрол                         |
| 2006      | с   | Спаси меня                                  | Rescue Me                                               | Нелл Тарбоди                  |
| 2007      | ф   | План игры                                   | The Game Plan                                           | Карен Келли                   |
| 2007—2008 | с   | Мужчины в большом городе                    | Big Shots                                               | Лизбет Хилл                   |
| 2007      | ф   | Услуга                                      | The Favor                                               | Кэролайн                      |
| 2009      | тф  | Добровольцы                                 | Taking Chance                                           | Стэйси Стробл                 |
| 2009      | с   | Жизнь на Марсе                              | Life on Mars                                            | Коллин МакМанус               |
| 2009      | с   | Схватка                                     | Damages                                                 | Кристин Парселл               |
| 2009      | ф   | Отчим                                       | The Stepfather                                          | Джеки Кернс                   |
| 2010      | тф  | Секреты горы                                | Secrets of the Mountain                                 | Дана Джеймс                   |
| 2010      | с   | Хорошая жена                                | The Good Wife                                           | Кэролайн Уилдер               |
| 2011      | с   | Голубая кровь                               | Blue Bloods                                             | детектив Райан                |
| 2011—2015 | с   | В поле зрения                               | Person of Interest                                      | Зои Морган                    |
| 2014—2018 | с   | Сотня                                       | The 100                                                 | Доктор Эбигейл «Эбби» Гриффин |
| 2014      | с   | Морская полиция: Спецотдел                  | NCIS                                                    | Линда Прайд                   |
| 2014      | с   | Морская полиция: Новый Орлеан               | NCIS: New Orleans                                       | Линда Прайд                   |